# Darya-i Noor

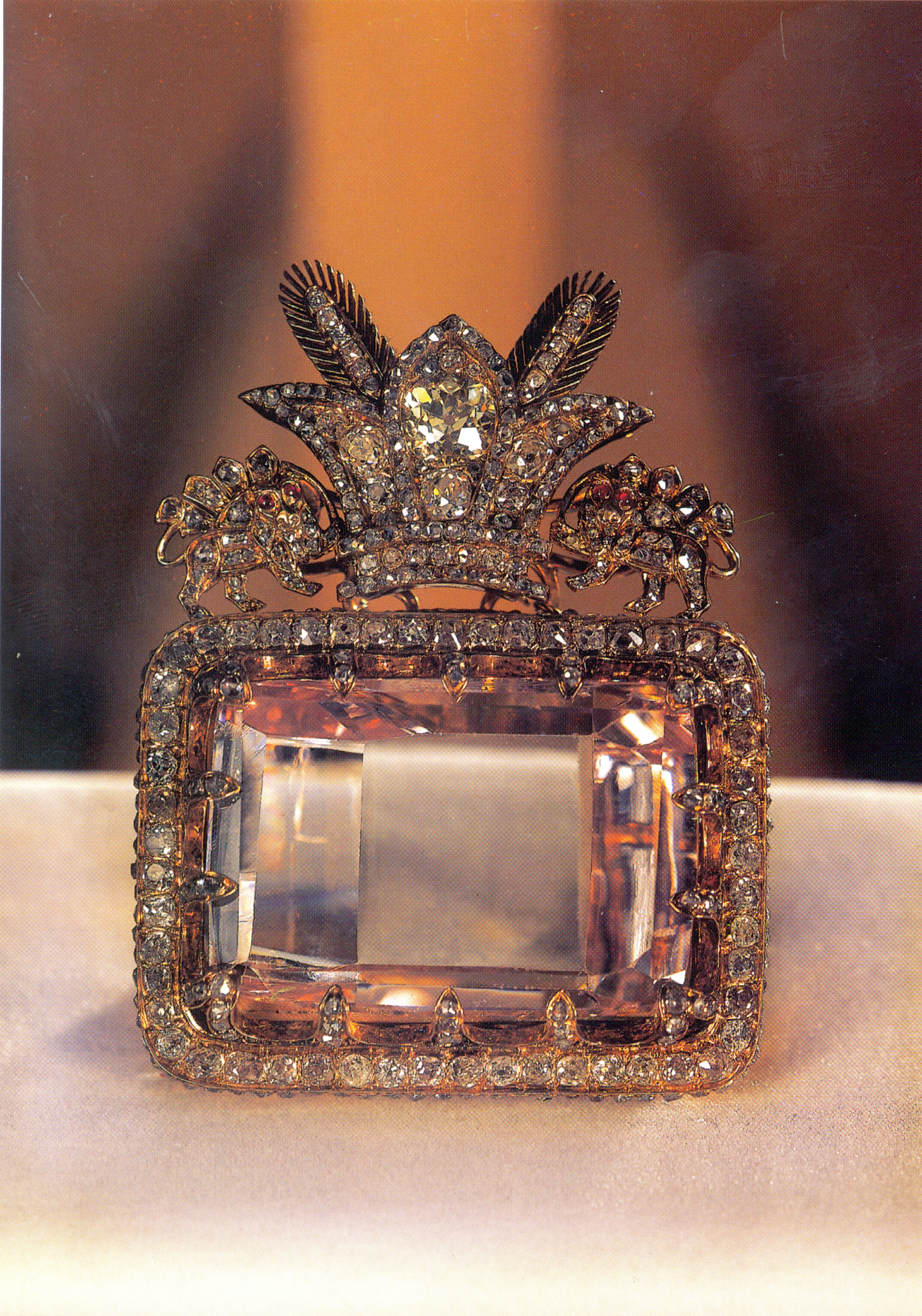
Daria-e Noor

Darya-i Noor (pers.: دریای نور „Morze światła”) – jeden z największych diamentów świata, ważący 182 karaty (36 g), barwy bladoróżowej.
Został wydobyty w kopalni Golkondy, Paritala-Kollur, w środkowych Indiach. Z tego regionu pochodzi także Koh-i-noor.
Był w posiadaniu Wielkich Mogołów do czasu najazdu Nadir Szaha w 1739, kiedy to został wywieziony do Persji, wraz z Pawim Tronem i innym diamentem Koh-i-noorem.
Po śmierci Nadir Szaha diament przeszedł w posiadanie jego wnuka Shahrokh Mirzy, a później Lotfa Ali Chana z dynastii Zandów. Po obaleniu Zandów przez Aghę Mohammada Chana, założyciela dynastii Kadżarów, „Morze światła” pozostawało w rękach Kadżarów. Diament służył także jako klejnot koronacyjny kolejnych władców z dynastii Pahlawich: Rezy-szaha w 1926 i szach Mohammada Rezy w 1967.
Obecnie Darya-i Noor jest przechowywany w Skarbcu Klejnotów Narodowych Centralnego Banku Islamskiej Republiki Iranu w Teheranie, wraz z Pawim Tronem, Koroną Pahlawich i wieloma innymi klejnotami.